# (500) Days of Summer
(500) Days of Summer (bra: (500) Dias com Ela; prt: (500) Dias com Summer, ou (500) Dias com Verão) é um filme norte-americano de 2009, que mistura comédia, drama e romance. Foi dirigido por Marc Webb e teve seu roteiro escrito por Scott Neustadter e Michael H. Weber.
A produção independente foi distribuída pela Fox Searchlight Pictures e estrelada por Joseph Gordon-Levitt e Zooey Deschanel, contando com uma narrativa não-linear que explora os altos e baixos de um relacionamento a partir da perspectiva do protagonista masculino.
O longa teve sua estreia no Festival de Cinema de Sundance em 2009, onde foi muito bem recebido pelo público, chegando a receber uma calorosa aclamação durante a exibição. Posteriormente, foi lançado nos Estados Unidos em 7 de agosto de 2009, seguido pelo lançamento simultâneo no Reino Unido e na Irlanda em 2 de setembro de 2009 e, depois, na Austrália, em 17 de setembro do mesmo ano.
O filme recebeu aclamação da crítica e se tornou um sucesso "sleeper hit [en]", ganhando mais de US$ 60 milhões de lucro mundialmente, ultrapassando o seu orçamento de US$ 7,5 milhões. Muitos críticos elogiaram o filme como um dos melhores de 2009, sendo destaque em muitas listas de fim de ano e sendo comparado a outros filmes aclamados como Annie Hall e High Fidelity.

## Elenco

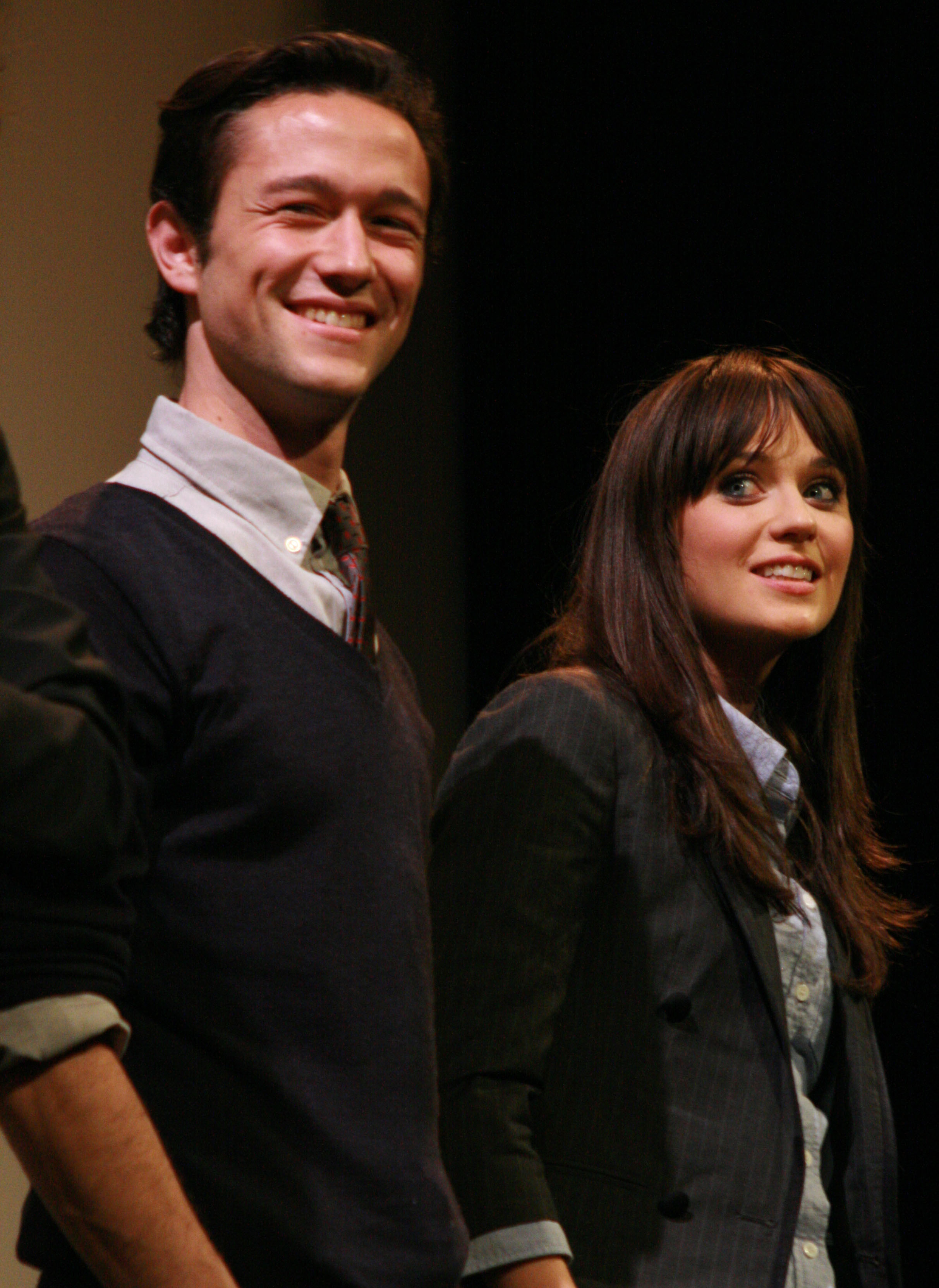
Joseph Gordon-Levitt e Zooey Deschanel.

- Joseph Gordon-Levitt como Tom Hansen
- Zooey Deschanel como Summer Finn
- Chloë Grace Moretz como Rachel Hansen
- Geoffrey Arend como McKenzie
- Matthew Gray Gubler como Paul
- Clark Gregg como Vance
- Rachel Boston como Alison
- Minka Kelly como Autumn
- Maile Flanagan como Rhoda
- Patricia Belcher como Millie

## Sinopse
Tom, um escritor de cartões de felicitações, se apaixona por sua colega de trabalho, Summer, mas não é correspondido. O filme conta sobre os 500 dias nos quais Tom e Summer passaram juntos.

## Produção
O filme começa com um aviso: "Qualquer semelhança com pessoas vivas ou mortas é mera coincidência … Especialmente você, Jenny Beckman …".
O corroteirista Scott Neustadter admitiu que o filme foi baseado numa história real. Ele explica que, quando ele conheceu a garota que inspirou a personagem Summer como uma estudante da London School of Economics em 2002, ele estava se recuperando de uma separação ruim e rapidamente caiu "loucamente, loucamente, perdidamente apaixonado" com a garota que "retornou seus beijos, mas não seu ardor." O término do relacionamento foi tão "doloroso e inesquecivelmente horrível" que o levou a escrever o filme com Michael H. Weber. Quando Neustadter, mais tarde, mostrou o roteiro para ela, ela disse que se relacionou mais ao personagem de Tom.
Weber também declarou que: "todos nós já estivemos nas trincheiras do amor, todos nós já passamos por altos e baixos, por isso Scott e eu sentimos que a única maneira de contar esta história seria vinda de um lugar genuíno. Foi muito interessante para nós porque Scott estava tinha acabado de passar por uma separação e eu estava em um relacionamento longo, de modo que cada um trouxe uma perspectiva totalmente oposta, vivendo-a e não vivendo-a, e eu acho que essa tensão contribuiu para a comédia".

### Direção
O diretor Marc Webb descreveu o filme como mais uma história de "amadurecimento" em oposição a uma "rom-com". Ele afirmou: "Primeiro que chegamos a uma conclusão diferente. Segundo que a maioria das comédias românticas são mais leais a uma fórmula do que a uma verdade emocional. [...] Trata-se de felicidade e de aprender que você vai encontrá-la dentro de si mesmo, em vez de nos grandes olhos azuis da moça no cubículo do corredor. [...] Eu queria fazer um filme não-sentimental e não-cínico. Na minha cabeça, eu queria que fosse algo que você pudesse dançar. É por isso que nós colocamos um parêntese no título - é como uma canção pop em forma de filme. Não é um grande filme. Não se trata de guerra ou pobreza. Trata-se de 500 dias na relação de um cara jovem, mas não é menos merecedor de atenção. Quando seu coração é partido pela primeira vez, isso te consome. E é uma emoção sobre a qual eu queria fazer um filme, antes que eu esquecesse como me sentia".
Webb também declarou que a personagem de Deschanel (Summer) é baseada em um tipo de personagem: "Sim, a Summer tem elementos de uma Manic Pixie Dream Girl, ela é uma visão imatura de uma mulher. Ela é a visão de Tom de uma mulher. Ele não vê sua complexidade e sua consequência é a desilusão. [...] Aos olhos de Tom, Summer é a perfeição, mas a perfeição não tem profundidade. Summer não é uma garota, ela é uma fase.". Gordon-Levitt explicou que ele se atraiu pelo papel de Tom por se identificar com o personagem: "Eu já tive meu coração partido. Extremamente, extremamente partido. Mas quando eu olho para trás, para a minha minha fase de coração partido, é bem hilário, porque parecia muito mais extremo do que realmente era. Uma das coisas que eu adoro sobre (500) Days of Summer é que ele não minimiza o que passamos em romances, ele é honesto sobre isso e mostra como realmente é, que é muitas vezes extremamente engraçado".

### Locais

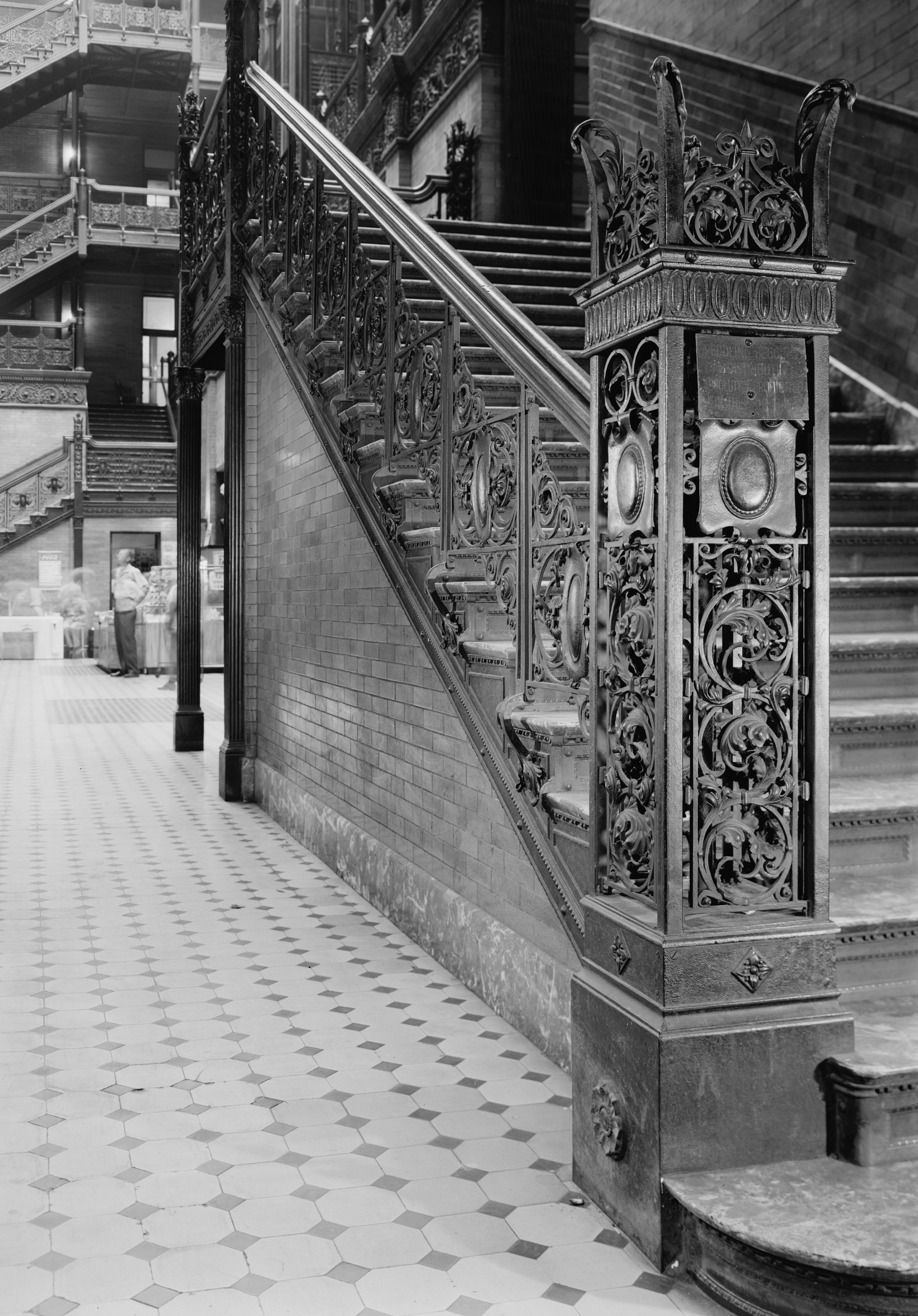
Bradbury Building

David Ng, do Los Angeles Times, descreve a arquitetura como uma estrela do filme. O filme foi originalmente filmado em San Francisco, mas foi mais tarde mudado para Los Angeles com o roteiro reescrito para fazer melhor uso do local. Edifícios utilizados incluem o Los Angeles Music Center (que inclui o Dorothy Chandler Pavilion) e as torres do California Plaza. O velho Fine Arts Building é caracterizado no filme, na cena onde Tom mostra ele a Summer e menciona seus designers, Walker e Eisen, dois de seus arquitetos favoritos.
Christopher Hawthorne, do Los Angeles Times, descreveu o filme como tendo "sentido finamente afiado de bom gosto" ao incluir a construção Bradbury Building onde Tom vai para sua entrevista de emprego.

### Músicas
O filme apresenta uma sequência musical depois que Tom e Summer passam a noite juntos. Como Tom caminha para o trabalho, ele está muito feliz e atravessa a rua em uma grande série de filmagens musicais com a canção de Hall & Oates, "You Make My Dreams", e outros se juntam a sua dança.

### Trilha sonora
| Críticas profissionais | Críticas profissionais |
| Avaliações da crítica  | Avaliações da crítica  |
| Fonte                  | Avaliação              |
| ---------------------- | ---------------------- |
| Rock on Request        | Favorável              |

A trilha sonora do filme foi lançada em 14 de julho de 2009. Ela alcançou a posição 42 na Billboard 200.
| (500) Days of Summer (52:26) |                                                 |                              |         |  |
| N.º                          | Título                                          | Artista                      | Duração |  |
| 1.                           | "A Story of Boy Meets Girl"                     | Mychael Danna e Rob Simonsen | 1:35    |  |
| 2.                           | "Us"                                            | Regina Spektor               | 4:49    |  |
| 3.                           | "There Is a Light That Never Goes Out"          | The Smiths                   | 4:03    |  |
| 4.                           | "Bad Kids"                                      | Black Lips                   | 2:08    |  |
| 5.                           | "Please, Please, Please Let Me Get What I Want" | The Smiths                   | 1:52    |  |
| 6.                           | "There Goes the Fear"                           | Doves                        | 6:56    |  |
| 7.                           | "You Make My Dreams"                            | Hall & Oates                 | 3:05    |  |
| 8.                           | "Sweet Disposition"                             | The Temper Trap              | 3:53    |  |
| 9.                           | "Quelqu'un m'a dit"                             | Carla Bruni                  | 2:44    |  |
| 10.                          | "Mushaboom"                                     | Leslie Feist                 | 3:44    |  |
| 11.                          | "Hero"                                          | Regina Spektor               | 3:31    |  |
| 12.                          | "Bookends"                                      | Simon & Garfunkel            | 1:20    |  |
| 13.                          | "Vagabond"                                      | Wolfmother                   | 3:47    |  |
| 14.                          | "She's Got You High"                            | Mumm-Ra                      | 3:25    |  |
| 15.                          | "Here Comes Your Man"                           | Pixies                       | 3:13    |  |
| 16.                          | "Please, Please, Please Let Me Get What I Want" | She & Him                    | 2:12    |  |

| Faixas Bônus do iTunes |                       |                      |         |  |
| N.º                    | Título                | Artista              | Duração |  |
| 1.                     | "Here Comes Your Man" | Joseph Gordon-Levitt |         |  |
| 2.                     | "Sugar Town"          | Zooey Deschanel      |         |  |
| 3.                     | "At Last"             | Kevin Michael        |         |  |
| 4.                     | "The Infinite Pet"    | Spoon                |         |  |

## Marketing
Para ajudar a promover o filme, Gordon-Levitt e Deschanel atuaram no episódio de estreia da Microsoft Zune e da série Mean Magazine, "Cinemash". No episódio, eles "misturaram" os personagens do filme Sid and Nancy com elementos da história de 500 Days of Summer.
Marc Webb criou um videoclipe como um complemento para o filme, intitulado "The Bank Heist". Ele apresenta Deschanel e Gordon-Levitt dançando com "Why Do You Let Me Stay Here?", uma canção do grupo de folk de Deschanel, She & Him.

## Lançamento
O filme fez sua estreia em 2009 no Sundance Film Festival. Ele provou ser um enorme sucesso e recebeu uma ovação da multidão no festival. Na Europa, 500 Days of Summer estreou na Suíça como o  filme de abertura do 62º Locarno Film Festival.
Filmado de forma independente, foi pego para distribuição pela Fox Searchlight Pictures e abriu nos EUA e Canadá o lançamento limitado em 17 de julho de 2009, expandindo posteriormente para lançamento amplo nos EUA em 7 de agosto de 2009. Mais tarde foi lançado também em 2 de setembro de 2009, na República da Irlanda e no Reino Unido, e abriu na Austrália em 17 de setembro de 2009.

### Mídia caseira
(500) Days of Summer foi lançado em DVD e Blu-Ray em 22 de dezembro de 2009 na América do Norte. Em outubro de 2010, o formato em DVD vendeu 759,081 cópias, ganhando US$ 11,382,604 em receitas de consumo. Foi lançado no mesmo formato no Reino Unido em 18 janeiro de 2010, e na Austrália em 10 de fevereiro de 2010.

## Recepção

### Bilheteria
Após o lançamento inicial limitado do filme nos EUA, era esperado que se tornasse "a revelação indie de sucesso do verão". Posteriormente, durante seu primeiro fim de semana inteiro, o filme faturou 27 vezes o seu custo original do orçamento, tornando-o um dos mais bem sucedidos "sleeper hits" do ano.
Em 8 de setembro, o filme obteve US$ 1.9 milhões de 318 telas no Reino Unido. Este foi considerado como uma abertura de sucesso de cinco dias pela Fox Searchlight, ganhando cerca da metade do que o blockbuster de ficção científica District 9, que arrecadou US$ 3.5 milhões.
A partir de 25 de fevereiro de 2010, o filme tinha arrecadado US$ 32.391.374 nos Estados Unidos e Canadá e US$ 60.045,.304 em todo o mundo.

### Resposta da crítica
O filme recebeu elogios da crítica em seu lançamento. Baseado em mais de 200 comentários profissionais, obteve um selo "Certified Fresh" no Rotten Tomatoes com uma média de aprovação de 87%. O consenso descreve o filme como "inteligente e excêntrico", bem como "refrescante, honesto e totalmente encantador". Além disso, 89% dos 35 sites selecionados, notáveis críticos deram ao filme críticas positivas. Mais tarde, nos sites de fim de ano "Golden Tomato Awards", que homenageou os melhores filmes revisados de 2009, o colocou em segundo na categoria romântica.
No Metacritic que atribui uma média normalizada de 100 as opiniões dos críticos do mainstream, o filme recebeu uma pontuação média de 76 com base em 36 análises.
A resposta na imprensa americana foi muito positiva. O crítico de cinema Roger Ebert do Chicago Sun-Times deu ao filme quatro estrelas de quatro. Ele descreveu o filme como "uma deliciosa comédia, viva com a invenção". Ele particularmente elogiou o forte desempenho de Gordon-Levitt e Deschanel e resumiu sua opinião, acrescentando: "Aqui é um raro filme que começa por nos dizer como ele acabará e é sobre como o heroi não tem ideia do porquê".
A revista Premiere também concedeu ao filme quatro estrelas de quatro, afirmando que: "Assim como o verão real, nós nunca queremos que acabe".
Michael Ordoña do Los Angeles Times deu uma opinião positiva. Ele escreveu: "(500) Days of Summer é algo raramente visto: uma comédia romântica original. Ela eriça-se com energia, emoção e intelecto, uma vez que esvoaça sobre os altos e baixos de um emaranhado apaixonado". Dana Stevens da revista Slate também elogiou o filme e descreveu-o como "um guardião. É divertido tanto para ver e falar depois, e possui a condição rom-com sine qua non: duas levas igualmente atraentes que saltam maravilhosamente umas contra as outras".
Lou Lumenick do New York Post premiou o filme com três estrelas de quatro. Ele elogiou a direção de Marc Webb, afirmando: "é a história mais antiga agridoce no livro, é claro, mas o diretor de videoclipes Marc Webb se aproxima de sua estreia com grande confiança, talento e um mínimo de sentimentalismo. Esse é o ponto central de um cara completo de (500) Days of Summer, no entanto. Às vezes, você nunca, nunca realmente descobre por que essas criaturas misteriosas quebram seu coração".
O crítico do Entertainment Weekly, Owen Gleiberman, deu ao filme um "A" e também elogiou a originalidade da história; "A maioria das comédias românticas têm meia dúzia de situações na melhor das hipóteses. (500) Days of Summer é sobre os vários momentos inclassificáveis entre elas. É uma proeza de estrelas atuando, e ajuda a fazer (500) Days não apenas amargo ou doce, mas tudo entre elas".
O crítico da Film Threat, Scott Knopf, deu ao filme uma classificação máxima de cinco estrelas e chamou o roteiro de "fantástico". Ele também elogiou os filmes de caráter inovador; "É claro que eles se encontram. É claro que caem um para o outro. É claro que existem problemas. Parece clichê, mas o que é notável sobre 500 Days é como o filme explora novas formas de contar a história mais antiga do mundo". Ele concluiu que o filme foi "a melhor comédia romântica desde Love Actually."
Peter Travers da Rolling Stone deu ao filme três estrelas e meia de quatro. Ele escreveu: "Garoto conhece garota, garoto perde garota. Foi feito para a morte emo. Por isso, o sublime inteligente-sexy-alegre-triste (500) Days of Summer bate como um sopro de oxigênio romântico puro" e conclui: "(500) Days é contrário a um tipo diferente de história de amor: um honesto que leva um pedaço de você."
O crítico da IGN, Eric Goldman, deu ao filme 9.0/10 na sua última análise do lançamento em blu-ray. Ele elogiou o filme como "um dos melhores de 2009" e, em particular elogiou o caráter inovador da história em um gênero muitas vezes clichê; "(500) Days of Summer mostrou que há uma maneira de trazer algo novo e fresco a um dos mais clichês e muitas vezes frustrante gêneros – a comédia romântica".
O The New York Times, a Empire e o The A.V. Club também deram análises favoráveis.
A NPR foi mais desprezível: "Para toda sua retórica extravagância e enfeite hipster, (500) Days of Summer é um caso completamente conservador, como o status quo culturalmente e romanticamente como qualquer veículo de Jennifer Aniston."
Joe Morgenstern do The Wall Street Journal também foi mais crítico, chamando-o de "sintético e derivado, um filme que está estourando com percepções enquanto procura por um estilo."
O jornal britânico The Times também deu uma análise mista. Apesar de Toby Young premiar o filme com três estrelas de cinco, ele criticou: "É dificilmente a nova comédia romântica dos últimos 20 anos. Pegando os melhores pedaços de outros filmes e reorganizando-os em uma sequência não-linear não faz de um filme original."
O crítico de cinema do The Guardian, Peter Bradshaw, disse que o filme "decepcionou com clichês de comédia, e por ter estranha curiosidade sobre a vida interna de sua protagonista feminina."
Mark Adams do Daily Mirror, porém, deu ao filme uma análise brilhante, atribuindo-lhe um total de cinco estrelas e escrevendo, "É um romance moderno para adultos… um conto de natureza doce, engraçado, profundamente romântico que transborda de energia e é abençoado com performances de alto nível de Deschanel e Gordon-Levitt, que são encantadoras e têm uma química real."
Chris Tookey do Daily Mail também ficou impressionado e descreveu o filme como "delicioso e agradável", premiando-o com quatro estrelas de cinco. Ele escreveu, "Para os jovens, este é um conto de pena de advertência. Se você está mais maduro, ele vai fazer você lembrar de como era ser ingênuo, energizado pelo primeiro amor e mortificado quando aquela pessoa que acabou por não te amar tanto quanto você gostaria".

### Reconhecimentos
O filme também foi incluído em várias listas "Top Dez" de fim de ano de 2009 por diversos críticos de cinema.
| Publicação               | Posição | Ref.   |
| About.com                | 2       | [ 53 ] |
| Associated Press         | 7       | [ 54 ] |
| BBC Radio 1              | 3       | [ 55 ] |
| Chicago Reader           | 8       | [ 56 ] |
| Entertainment Weekly     | 6       | [ 56 ] |
| Hollywood Reporter       | 7       | [ 56 ] |
| Miami Herald             | 5       | [ 56 ] |
| National Board of Review | N/A     | [ 57 ] |
| New York Daily News      | 7       | [ 56 ] |
| Premiere                 | 7       | [ 56 ] |
| Richard Roeper           | 4       | [ 56 ] |
| Rolling Stone            | 9       | [ 56 ] |
| St. Louis Post Dispatch  | 1       | [ 56 ] |
| The Capital Times        | 2       | [ 58 ] |
| USA Today                | 6       | [ 56 ] |

## Prêmios e indicações
Scott Neustadter e Michael H. Weber receberam numerosos prêmios pelo seu roteiro, incluindo o Hollywood Film Festival Award de 2009 por Roteirista Revelação em 26 de outubro de 2009, o Satellite Award por Melhor Roteiro Original, o Southeastern Film Critics Association por Melhor Roteiro Original (com o filme também sendo nomeado nos 10 Melhores Filmes do Ano), bem como o Las Vegas Film Critics Society por Melhor Roteiro.
Alan Edward Bell ganhou o San Diego Film Critics Society por Melhor Edição, bem como o filme sendo nomeado um dos dez melhores filmes do ano pela National Board of Review Awards 2009. O filme também recebeu duas indicações ao 
67º Golden Globe Awards anunciadas em 15 de dezembro de 2009, por Melhor Filme (Comédia ou Musical) e para Joseph Gordon-Levitt por Melhor Ator (Comédia ou Musical). Foi indicado para quatro Independent Spirit Awards e ganhou o prêmio por Melhor Roteiro. Ele recebeu uma indicação para o People's Choice Award.
| Prêmios e Indicações                          | Prêmios e Indicações                      | Prêmios e Indicações                                      | Prêmios e Indicações      |
| Premiação                                     | Categoria                                 | Destinatário(s)                                           | Resultado                 |
| --------------------------------------------- | ----------------------------------------- | --------------------------------------------------------- | ------------------------- |
| Broadcast Film Critics Association            | Melhor Filme de Comédia                   | Melhor Filme de Comédia                                   | Indicado                  |
| Broadcast Film Critics Association            | Melhor Roteiro Original                   | Scott Neustadter Michael H. Weber                         | Indicado                  |
| Chicago Film Critics Association              | Cineasta Mais Promissor                   | Marc Webb                                                 | Indicado                  |
| Chlotrudis Society for Independent Film       | Melhor Roteiro Original                   | Scott Neustadter Michael H. Weber                         | Indicado                  |
| Denver Film Critics Society                   | Melhor Roteiro Original                   | Scott Neustadter Michael H. Weber                         | Indicado                  |
| Detroit Film Critics Society Awards 2009      | Melhor Filme                              | Melhor Filme                                              | Indicado                  |
| Detroit Film Critics Society Awards 2009      | Melhor Diretor                            | Marc Webb                                                 | Indicado                  |
| Detroit Film Critics Society Awards 2009      | Melhor Ator                               | Joseph Gordon-Levitt                                      | Indicado                  |
| Globo de Ouro                                 | Melhor Filme - Musical ou Comédia         | Melhor Filme - Musical ou Comédia                         | Indicado                  |
| Globo de Ouro                                 | Melhor Ator – Filme Musical ou Comédia    | Joseph Gordon-Levitt                                      | Indicado                  |
| Hollywood Film Festival Award                 | Roteirista Revelação                      | Scott Neustadter Michael H. Weber                         | Venceu                    |
| Houston Film Critics Society                  | Melhor Filme                              | Melhor Filme                                              | Indicado                  |
| Independent Spirit Award                      | Melhor Longa-Metragem                     | Melhor Longa-Metragem                                     | Indicado                  |
| Independent Spirit Award                      | Melhor Roteiro                            | Scott Neustadter Michael H. Weber                         | Venceu                    |
| Independent Spirit Award                      | Melhor Ator                               | Joseph Gordon-Levitt                                      | Indicado                  |
| Indiana Film Critics Association              | 10 Melhores Filmes do Ano                 | 10 Melhores Filmes do Ano                                 | 10 Melhores Filmes do Ano |
| Las Vegas Film Critics Society                | Melhor Roteiro                            | Scott Neustadter Michael H. Weber                         | Venceu                    |
| National Board of Review                      | 10 Melhores Filmes do Ano                 | 10 Melhores Filmes do Ano                                 | 10 Melhores Filmes do Ano |
| National Board of Review                      | Melhor Estreia Diretorial                 | Marc Webb                                                 | Venceu                    |
| Oklahoma Film Critics Circle                  | Melhor Filme                              | Melhor Filme                                              | Indicado                  |
| Oklahoma Film Critics Circle                  | Melhor Roteiro Original                   | Scott Neustadter Michael H. Weber                         | Venceu                    |
| People's Choice Award                         | Filme Independente Favorito               | Filme Independente Favorito                               | Indicado                  |
| San Diego Film Critics Society                | Melhor Edição                             | Alan Edward Bell                                          | Venceu                    |
| Satellite Award                               | 10 Melhores Filmes do Ano                 | 10 Melhores Filmes do Ano                                 | 10 Melhores Filmes do Ano |
| Satellite Award                               | Melhor Roteiro Original                   | Scott Neustadter Michael H. Weber                         | Venceu                    |
| Satellite Award                               | Melhor Atriz - Filme Musical ou Comédia   | Zooey Deschanel                                           | Indicado                  |
| Southeastern Film Critics Association         | 10 Melhores Filmes do Ano                 | 10 Melhores Filmes do Ano                                 | 10 Melhores Filmes do Ano |
| Southeastern Film Critics Association         | Melhor Roteiro Original                   | Scott Neustadler Michael H. Weber                         | Venceu                    |
| St. Louis Gateway Film Critics Association    | Melhor Filme                              | Melhor Filme                                              | Indicado                  |
| St. Louis Gateway Film Critics Association    | Melhor Comédia                            |                                                           | Indicado                  |
| St. Louis Gateway Film Critics Association    | Melhor Roteiro                            | Scott Neustadter Michael H. Weber                         | Venceu                    |
| St. Louis Gateway Film Critics Association    | Filme Mais Original, Inovador ou Criativo | Filme Mais Original, Inovador ou Criativo                 | Indicado                  |
| St. Louis Gateway Film Critics Association    | Cena Favorita                             | "Sequência de tela dividida 'Expectativas vs. Realidade'" | Indicado                  |
| St. Louis Gateway Film Critics Association    | Cena Favorita                             | "Número de dança 'Manhã Seguinte'"                        | Indicado                  |
| Utah Film Critics Association                 | Melhor Roteiro                            | Scott Neustadter Michael H. Weber                         | Indicado                  |
| Washington D.C. Area Film Critics Association | Melhor Roteiro Original                   | Scott Neustadter Michael H. Weber                         | Indicado                  |